# Sarniguet
Sarniguet település Franciaországban, Hautes-Pyrénées megyében. Lakosainak száma 259 fő (2022. január 1.). Sarniguet Marsac, Andrest, Aurensan és Tostat községekkel határos.

## Népesség
A település népessége az elmúlt években az alábbi módon változott:
| Lakosok száma | 242  | 248  | 257  | 255  | 256  | 257  | 258  | 259  | 259  |
|               | 2013 | 2015 | 2016 | 2017 | 2018 | 2019 | 2020 | 2021 | 2022 |